# Holyhood Cemetery
Holyhood Cemetery é um cemitério localizado em Brookline, Massachusetts.

## Descrição
Estabelecido em 1857, o cemitério foi projetado para refletir o movimento do Cemitério-jardim iniciado no Mount Auburn Cemetery, Cambridge, Massachusetts. Foi o primeiro cemitério deste tipo em Brookline. O cemitério foi listado no Registro Nacional de Lugares Históricos em 1985. A maior parte do cemitério tem o layout típico de cemitérios jardins, com pistas sinuosas e paisagismo atraente. Uma seção, conhecida como "German Acre" e localizada perto da entrada, tem uma forma retilínea mais tradicional; foi preparado para uma congregação de católicos predominantemente alemães. A capela do cemitério, construída em 1859-1862, fica em uma colina perto do centro e foi projetada por Patrick Keely, arquiteto de igrejas católicas. É uma estrutura de Revivalismo Gótico, construída em pudinga.

## Sepultamentos notáveis

### Família Kennedy
O Holyhood Cemetery é mais conhecido por ser o local de sepultamento de Joseph P. Kennedy e Rose Elizabeth Fitzgerald Kennedy (pais do Presidente dos Estados Unidos John F. Kennedy, do Procurador-Geral dos Estados Unidos Robert F. Kennedy e do senador Ted Kennedy. A filha deles, Rosemary Kennedy, também está enterrada no local.
O último filho do presidente Kennedy e da Primeira-dama dos Estados Unidos, Jacqueline Kennedy Onassis, Patrick Bouvier Kennedy, bem como o corpo de uma irmã natimorta, Arabella, também foram enterrados no Holyhood Cemetery, até serem removidos para o Cemitério Nacional de Arlington, após o assassinato e enterro do pai em 1963.

### Outros sepultamentos
No Holyhood tembém estão sepultados o cardeal John Joseph Wright, o jogador de golfe Francis Ouimet, o jogador de Basebol George Wright; o poeta irlandês e jornalista John Boyle O'Reilly; e John Geoghan, padre católico romano americano e estuprador infantil em série.